# ولاد الحنش (مولاي عبد القادر)
ولاد الحنش هو دُوَّار يقع بجماعة مولاي عبد القادر، إقليم سيدي قاسم، جهة الرباط سلا القنيطرة في المملكة المغربية. ينتمي الدوّار لمشيخة مولاي عبد القادر التي تضم 16 دوار. يقدر عدد سكانه بـ 19 نسمة حسب الإحصاء الرسمي للسكان والسكنى لسنة 2004.

## روابط خارجية
- البوابة الوطنية للجماعات الترابية
- المندوبية السامية للتخطيط